# Batalla de Mobei
La batalla de Mobei (xinès tradicional: 漠北之戰, xinès simplificat: 漠北之战, pinyin: Mòbĕi zhī Zhàn, literalment 'Batalla del desert del Nord') va ser una campanya militar lluitada en la part del nord del desert del Gobi. Era part d'una gran ofensiva estratègica llançada per la dinastia Han al gener del 119 aEC, en el cor de la regió dels nòmades xiongnu.

## Batalla
La batalla va ser un èxit pels Han, les forces dels quals eren dirigides per Wei Qing i Huo Qubing.

## Conseqüències
L'exèrcit Han va perdre la majoria dels seus cavalls i va haver d'elevar la càrrega dels camperols mitjans, i la població de l'Imperi Han es va reduir significativament com a resultat de la fam i la tributació excessiva per finançar les mobilitzacions militars. Els xiongnu, van patir les baixes de guerra i les malalties, i milions de caps de bestiar, el seu recurs vital d'aliments, i la pèrdua de control sobre les praderies fèrtils del sud els va empènyer a la terra freda i àrida al nord del desert de Gobi i Sibèria, provocant una treva entre la dinastia Han i Xiongnu de set anys, que va acabar després d'una incursió xiongnu en 112 BC a Wuyuan. Els xiongnu mai van recuperar la força dels dies de glòria, i es van trencar en clans més petits.
Xinjiang era territori controlat pels Xiongnu, i la seva derrota en 119 aC a la batalla de Mobei va obrir les portes a l'ocupació Han d'aquest territori.